# 德哇仓活佛
德哇仓活佛（藏語：སྡེ་བ་ཚང，威利转写：sde ba tshang）为甘肃拉卜楞寺四大赛赤之一。此世系虽未担任过噶丹赤巴，但因其对拉卜楞寺的贡献而被嘉木样授予赛赤名位。至今为止已传八世。

## 历世德哇仓活佛
| 世代   | 生卒年         | 中文姓名     |
| ------ | -------------- | ------------ |
| 第一世 | 1673年－1746年 | 罗藏东珠     |
| 第二世 | 1748年－1778年 | 晋美琅柔嘉措 |
| 第三世 | 1779年－1862年 | 嘉央图丹尼玛 |
| 第四世 | 1862年－1872年 | 罗藏琅柔尼马 |
| 第五世 | 1874年－1897年 | 晋美图丹尼玛 |
| 第六世 | 1898年－1939年 | 噶藏钦绕嘉措 |
| 第七世 | 1939年－1944年 | 嘉央丹贝坚赞 |
| 第八世 | 1944年－       | 嘉央图丹嘉措 |